# AREA21 マーティン・ギャリックス+メイジャー
Area21（表記 AREA21）は、マーティン・ギャリックスとメイジャーからなる、エレクトロニック・ダンス・ミュージック・デュオである   。

## 来歴
Area21は、ギャリックスがヘッドライナーを務めたウルトラミュージックフェスティバル2016で「Spaceships」を初披露し、人気を得ることとなり、   GarrixのレコードレーベルStmpdRcrdsと契約した。ギャリックスが彼以外のボーカリストと共にこのグループに参加しているという憶測がありながらも、この時点でその素性は知られておらず、  メディアを通してArea21は「マーティン・ギャリックスの新しいサイドプロジェクト」として説明されてきた 。
彼らのロゴは、宇宙船の中にいる2人のエイリアンで構成されている。
 アッシャー・ロスは当初、グループの非公開メンバーであると推測されていましたが 、後にそれはメイジャーであることが明らかになった。彼らの曲「Spaceships」は、 Spotify Viral50チャートの最高3位を記録した。1年後、彼らは2017年6月23日に3rdシングル「We Did It」をリリースした   。
2017年12月1日、彼らは4thシングル「Glad You Came」をリリースした。これは、もともとギャリックスが出演したウルトラミュージックフェスティバル2017セットで初めて披露された。
2018年2月9日、5thシングル「Happy」をリリースした。Dancing Astronautのファレル・スウィーニーからは、トラックは『タイトルで伝わる通り、そのシンプルさとアップビートな音楽性によって、ハッピー・ヴァイブスを放出している楽曲』と表現されている。
2018年4月、ギャリックスはInstagramで「Help」というタイトルの未発表シングルのティザーを投稿し  、2019年3月3日にリリース、ミュージックビデオは2019年3月7日にリリースされた。
2020年10月24日、GarrixはTikTokのインタビューで、2021年の春にアルバムをリリースすることを認めた。 2021年4月9日、Area21は、のちにリリースされたフルアルバムからのシングル「La La La（ラ・ラ・ラ）」をリリースし、この曲のミュージックビデオで、MとMという名前のエイリアンであるアニメキャラクターが紹介された 。
2021年5月21日にシングル「Pogo（ポゴ）」をリリースし、2021年6月18日に「Mona Lisa（モナ・リザ）」をリリースした。このトラックは、Spotifyで220万以上のストリームを記録。次にリリースされた新曲は「Lovin' Every Minute（ラヴィン・エヴリー・ミニット）」で、ギャリックスが2018年に初めてライブで演奏したトラックであり、ファンはジャスティンビーバーとのリリースだと推測しており（実際には異なる）、初披露から3年後に公式リリースされた形となった。 2021年9月17日、Area21は11枚目のシングル「Followers（フォロワーズ）」をリリースし、 iHeartRadio Music Festivalでの初登場時に、デビューアルバムを2021年11月12日にリリースすることを発表した。 2021年10月15日、彼らはシングル「Own The Night（オウン・ザ・ナイト）」をリリース、 2021年11月12日に彼らはデビューアルバム『Greatest Hits Vol. 1（グレイテスト・ヒッツ Vol. 1）』 を遂にリリースした。

## ディスコグラフィー

### アルバム
| タイトル                 | 詳細 |
| ------------------------ | --- |
| グレイテストヒッツVol. 1 | - リリース：2021年11月12日 - レーベル： Stmpd Rcrds 、 Hollywood Records - フォーマット： CD 、デジタルダウンロード、ストリーミング |

### シングル
| Title                 | Year | Album                | Label                                       |
| --------------------- | ---- | -------------------- | ------------------------------------------- |
| "Spaceships"          | 2016 | Non-album singles    | - STMPD - Epic Amsterdam - Sony Netherlands |
| "Girls"               | 2016 | Non-album singles    | - STMPD - Epic Amsterdam - Sony Netherlands |
| "We Did It"           | 2017 | Non-album singles    | - STMPD - Epic Amsterdam - Sony Netherlands |
| "Glad You Came"       | 2017 | Non-album singles    | - STMPD - Epic Amsterdam - Sony Netherlands |
| "Happy"               | 2018 | Non-album singles    | - STMPD - Epic Amsterdam - Sony Netherlands |
| "Help"                | 2019 | Non-album singles    | - STMPD - Epic Amsterdam - Sony Netherlands |
| "La La La"            | 2021 | Greatest Hits Vol. 1 | - STMPD - Hollywood Records                 |
| "Pogo"                | 2021 | Greatest Hits Vol. 1 | - STMPD - Hollywood Records                 |
| "Mona Lisa"           | 2021 | Greatest Hits Vol. 1 | - STMPD - Hollywood Records                 |
| "Lovin' Every Minute" | 2021 | Greatest Hits Vol. 1 | - STMPD - Hollywood Records                 |
| "Followers"           | 2021 | Greatest Hits Vol. 1 | - STMPD - Hollywood Records                 |
| "Own The Night"       | 2021 | Greatest Hits Vol. 1 | - STMPD - Hollywood Records                 |